# Closer (bài hát của The Chainsmokers)
"Closer" là một bài hát của bộ đôi DJ người Mỹ The Chainsmokers hợp tác với ca sĩ người Mỹ Halsey nằm trong EP thứ hai của họ, Collage (2016), trong đó thành viên Andrew Taggart đóng vai trò góp giọng vào bài hát. Nó được phát hành như là đĩa đơn thứ ba trích từ album vào ngày 29 tháng 7 năm 2016 bởi Disruptor Records và Columbia Records. "Closer" được đồng viết lời bởi Taggart, Halsey, Shaun Frank và Frederic Kennett, trong đó sử dụng đoạn nhạc mẫu từ bài hát năm 2005 của The Fray "Over My Head (Cable Car)", được viết lời bởi Isaac Slade và Joe King, bên cạnh phần sản xuất được đảm nhiệm bởi The Chainsmokers. Được lấy cảm hứng từ những tác phẩm của Blink-182 như "Feeling This" (2003) và "I Miss You" (2004), đây là một bản future bass kết hợp với những yếu tố từ pop mang nội dung đề cập đến một cặp đôi đã hàn gắn lại mối quan hệ tình cảm sau một khoảng thời gian chia tay. Ban đầu được dự định sẽ là một bản hợp tác với Camila Cabello, nó cũng đánh dấu lần đầu tiên Taggart tham gia góp giọng vào một bài hát của nhóm.
Sau khi phát hành, "Closer" nhận được những phản ứng đa phần là tích cực từ các nhà phê bình âm nhạc, trong đó họ đánh giá cao giai điệu bắt tai cũng như quá trình sản xuất của nó. Ngoài ra, bài hát còn gặt hái nhiều giải thưởng và đề cử tại những lễ trao giải lớn, bao gồm chiến thắng tại giải thưởng âm nhạc Billboard năm 2017 cho Top Bài hát Hot 100, Top Hợp tác và Top Bài hát Dance/Electronic cũng như một đề cử giải Grammy cho Trình diễn song tấu hoặc nhóm nhạc pop xuất sắc nhất tại lễ trao giải thường niên lần thứ 59. "Closer" cũng tiếp nhận những thành công vượt trội về mặt thương mại, đứng đầu các bảng xếp hạng ở Úc, Canada, Đan Mạch, Ireland, Hà Lan, New Zealand, Na Uy, Thụy Điển và Vương quốc Anh, và lọt vào top 10 ở hầu hết những quốc gia nó xuất hiện, bao gồm vươn đến top 5 ở nhiều thị trường lớn như Áo, Bỉ, Phần Lan, Đức, Ý, Tây Ban Nha và Thụy Sĩ. Tại Hoa Kỳ, nó đạt vị trí số một trên bảng xếp hạng Billboard Hot 100 trong 12 tuần liên tiếp, trở thành đĩa đơn quán quân đầu tiên của cả hai nghệ sĩ tại đây.
Video ca nhạc cho "Closer" được đạo diễn bởi Dano Cerny, trong đó bao gồm những cảnh Taggart và Halsey nảy sinh tình cảm khi lần đầu gặp nhau tại một bữa tiệc nhưng dần trở nên hối hận bởi việc phát triển mối quan hệ. Nó đã nhận được hai đề cử tại giải Video âm nhạc của MTV năm 2017 ở hạng mục Hợp tác xuất sắc nhất và Biên tập xuất sắc nhất. Để quảng bá bài hát, hai nghệ sĩ đã trình diễn "Closer" trên nhiều chương trình truyền hình và lễ trao giải lớn, bao gồm giải Video âm nhạc của MTV năm 2016 và giải thưởng Âm nhạc Mỹ năm 2016, cũng như trong nhiều chuyến lưu diễn của họ. Kể từ khi phát hành, nó đã được hát lại và sử dụng đoạn nhạc mẫu bởi nhiều nghệ sĩ, như Conor Maynard, Sam Tsui, Walk off the Earth và Boyce Avenue. Tính đến nay, "Closer" đã bán được hơn 20.7 triệu bản trên toàn cầu, trở thành đĩa đơn bán chạy thứ ba của năm 2016 và thứ năm của năm 2017, cũng như là một trong những đĩa đơn bán chạy nhất mọi thời đại. Một phiên bản phối lại chính thức của bài hát, với sự tham gia góp giọng từ rapper người Mỹ Wiz Khalifa, cũng được phát hành.

## Danh sách bài hát
Tải kĩ thuật số
1. "Closer" (hợp tác với Halsey) – 4:05

EP phối lại
1. "Closer" (hợp tác với Halsey) (R3hab phối lại) – 2:41
2. "Closer" (hợp tác với Halsey) (Shaun Frank phối lại) – 4:12
3. "Closer" (hợp tác với Halsey) (T-Mass phối lại) – 4:07
4. "Closer" (hợp tác với Halsey) (Wuki phối lại) – 4:04
5. "Closer" (hợp tác với Halsey) (ARMNHMR phối lại) – 4:26
6. "Closer" (hợp tác với Halsey) (Robotaki phối lại) – 4:12
7. "Closer" (hợp tác với Halsey) (Andrew Rayel phối lại) – 3:22

## Xếp hạng
| Bảng xếp hạng (2016-17)                       | Vị trí cao nhất |
| --------------------------------------------- | --------------- |
| Argentina (Monitor Latino)                    | 10              |
| Úc (ARIA)                                     | 1               |
| Áo (Ö3 Austria Top 40)                        | 2               |
| Bỉ (Ultratop 50 Flanders)                     | 1               |
| Bỉ (Ultratop 50 Wallonia)                     | 5               |
| Brazil (Billboard Brasil Hot 100)             | 1               |
| Brazil (Billboard Brasil Pop Airplay)         | 1               |
| Canada (Canadian Hot 100)                     | 1               |
| Canada AC (Billboard)                         | 11              |
| Canada CHR/Top 40 (Billboard)                 | 1               |
| Canada Hot AC (Billboard)                     | 1               |
| Cộng hòa Séc (Rádio Top 100)                  | 3               |
| Cộng hòa Séc (Singles Digitál Top 100)        | 1               |
| Đan Mạch (Tracklisten)                        | 1               |
| Châu Âu Digital Song Sales (Billboard)        | 1               |
| Phần Lan (Suomen virallinen lista)            | 5               |
| Pháp (SNEP)                                   | 31              |
| Đức (Official German Charts)                  | 2               |
| Hungary (Rádiós Top 40)                       | 6               |
| Hungary (Single Top 40)                       | 8               |
| Ireland (IRMA)                                | 1               |
| Israel (Media Forest)                         | 3               |
| Ý (FIMI)                                      | 2               |
| Nhật Bản (Japan Hot 100)                      | 29              |
| Mexico Ingles Airplay (Billboard)             | 1               |
| Hà Lan (Dutch Top 40)                         | 1               |
| Hà Lan (Single Top 100)                       | 1               |
| New Zealand (Recorded Music NZ)               | 1               |
| Na Uy (VG-lista)                              | 1               |
| Philippines (Philippine Hot 100)              | 5               |
| Ba Lan (Polish Airplay Top 100)               | 17              |
| Bồ Đào Nha (AFP)                              | 2               |
| Romania (Media Forest)                        | 2               |
| Scotland (OCC)                                | 1               |
| Slovakia (Rádio Top 100)                      | 22              |
| Slovakia (Singles Digitál Top 100)            | 1               |
| Slovenia (SloTop50)                           | 18              |
| Nam Phi (RISA)                                | 1               |
| Hàn Quốc (Gaon International Singles)         | 2               |
| Tây Ban Nha (PROMUSICAE)                      | 4               |
| Thụy Điển (Sverigetopplistan)                 | 1               |
| Thụy Sĩ (Schweizer Hitparade)                 | 5               |
| Anh Quốc (OCC)                                | 1               |
| Hoa Kỳ Billboard Hot 100                      | 1               |
| Hoa Kỳ Adult Contemporary (Billboard)         | 8               |
| Hoa Kỳ Adult Pop Airplay (Billboard)          | 1               |
| Hoa Kỳ Dance Club Songs (Billboard)           | 2               |
| Hoa Kỳ Hot Dance/Electronic Songs (Billboard) | 1               |
| Hoa Kỳ Pop Airplay (Billboard)                | 1               |
| Hoa Kỳ Rhythmic (Billboard)                   | 2               |
| Venezuela Tiếng Anh (Record Report)           | 1               |

| Bảng xếp hạng (2016)                      | Vị trí |
| ----------------------------------------- | ------ |
| Argentina (Monitor Latino)                | 47     |
| Australia (ARIA)                          | 1      |
| Australian Dance (ARIA)                   | 5      |
| Austria (Ö3 Austria Top 40)               | 19     |
| Belgium (Ultratop Flanders)               | 13     |
| Belgium (Ultratop Wallonia)               | 44     |
| Brazil (Billboard Brasil Hot 100)         | 33     |
| Canada (Canadian Hot 100)                 | 10     |
| Denmark (Tracklisten)                     | 26     |
| France (SNEP)                             | 89     |
| Germany (Official German Charts)          | 18     |
| Hungary (Single Top 40)                   | 39     |
| Italy (FIMI)                              | 27     |
| Netherlands (Dutch Top 40)                | 9      |
| Netherlands (Single Top 100)              | 22     |
| New Zealand (Recorded Music NZ)           | 3      |
| Romania (Romanian Top 40 Charts)          | 16     |
| South Korea (Gaon International Singles)  | 22     |
| Spain (PROMUSICAE)                        | 62     |
| Sweden (Sverigetopplistan)                | 16     |
| Switzerland (Schweizer Hitparade)         | 44     |
| UK Singles (Official Charts Company)      | 7      |
| US Billboard Hot 100                      | 10     |
| US Adult Top 40 (Billboard)               | 36     |
| US Dance Club Songs (Billboard)           | 36     |
| US Hot Dance/Electronic Songs (Billboard) | 2      |
| US Pop Songs (Billboard)                  | 16     |
| US Rhythmic (Billboard)                   | 30     |
| Worldwide (IFPI)                          | 3      |
| Bảng xếp hạng (2017)                      | Vị trí |
| Australia (ARIA)                          | 51     |
| Australia Dance (ARIA)                    | 18     |
| Belgium (Ultratop Flanders)               | 83     |
| Canada (Canadian Hot 100)                 | 3      |
| Denmark (Tracklisten)                     | 78     |
| France (SNEP)                             | 187    |
| Hungary (Single Top 40)                   | 96     |
| Italy (FIMI)                              | 48     |
| Netherlands (Dutch Top 40)                | 127    |
| Netherlands (Single Top 100)              | 97     |
| New Zealand (Recorded Music NZ)           | 39     |
| South Korea (Gaon)                        | 52     |
| South Korea (Gaon International Singles)  | 2      |
| Spain (PROMUSICAE)                        | 98     |
| Sweden (Sverigetopplistan)                | 86     |
| Switzerland (Schweizer Hitparade)         | 67     |
| UK Singles (Official Charts Company)      | 71     |
| US Billboard Hot 100                      | 7      |
| US Adult Contemporary (Billboard)         | 15     |
| US Adult Top 40 (Billboard)               | 14     |
| US Hot Dance/Electronic Songs (Billboard) | 2      |
| US Pop Songs (Billboard)                  | 22     |
| Worldwide (IPFI)                          | 5      |

| Bảng xếp hạng                        | Vị trí |
| ------------------------------------ | ------ |
| UK Singles (Official Charts Company) | 72     |
| US Billboard Hot 100                 | 13     |
| US Pop Songs (Billboard)             | 9      |

## Chứng nhận
| Quốc gia | Chứng nhận                 | Số đơn vị/doanh số chứng nhận |
| --- | -------------------------- | ----------------------------- |
| Úc (ARIA)                                                                                                   | 20× Bạch kim               | 1.400.000‡                    |
| Áo (IFPI Áo)                                                                                                | Bạch kim                   | 30.000‡                       |
| Bỉ (BEA) | 3× Bạch kim                | 60.000‡                       |
| Brasil (Pro-Música Brasil)                                                                                  | 3× Kim cương               | 750.000‡                      |
| Canada (Music Canada)                                                                                       | Kim cương                  | 800.000‡                      |
| Đan Mạch (IFPI Đan Mạch)                                                                                    | 3× Bạch kim                | 270.000‡                      |
| Pháp (SNEP)                                                                                                 | Kim cương                  | 233.333‡                      |
| Đức (BVMI)                                                                                                  | 2× Bạch kim                | 600.000‡                      |
| Ý (FIMI) | 6× Bạch kim                | 300.000‡                      |
| México (AMPROFON)                                                                                           | Kim cương+4× Bạch kim+Vàng | 570.000‡                      |
| Hà Lan (NVPI)                                                                                               | Bạch kim                   | 20.000‡                       |
| New Zealand (RMNZ)                                                                                          | 3× Bạch kim                | 90.000‡                       |
| Na Uy (IFPI)                                                                                                | 3× Bạch kim                | 180.000‡                      |
| Ba Lan (ZPAV)                                                                                               | Kim cương                  | 100.000‡                      |
| Bồ Đào Nha (AFP)                                                                                            | 2× Bạch kim                | 20.000‡                       |
| Tây Ban Nha (PROMUSICAE)                                                                                    | 2× Bạch kim                | 80.000‡                       |
| Thụy Điển (GLF)                                                                                             | 5× Bạch kim                | 100.000‡                      |
| Anh Quốc (BPI)                                                                                              | 4× Bạch kim                | 2.400.000‡                    |
| Hoa Kỳ (RIAA)                                                                                               | 15× Bạch kim               | 15.000.000‡                   |
| Phát trực tuyến                                                                                             |                            |                               |
| Nhật Bản (RIAJ)                                                                                             | Bạch kim                   | 100.000.000                   |
| Hàn Quốc | —                          | 100,000,000                   |
| ‡ Chứng nhận dựa theo doanh số tiêu thụ và phát trực tuyến. · Chứng nhận dựa theo doanh số phát trực tuyến. |                            |                               |

## Lịch sử phát hành
| Khu vực  | Ngày                | Định dạng       | Hãng đĩa           | Tham khảo                               |
| -------- | ------------------- | --------------- | ------------------ | --------------------------------------- |
| Toàn cầu | 29 tháng 7 năm 2016 | Tải kĩ thuật số | Disruptor Columbia | [ 133 ] [ 134 ] [ 135 ] [ 136 ] [ 137 ] |
| Hoa Kỳ   | 2 tháng 8 năm 2016  | Top 40 radio    | Disruptor Columbia | [ 138 ]                                 |
| Hoa Kỳ   | 2 tháng 8 năm 2016  | Rhythmic radio  | Disruptor Columbia | [ 139 ]                                 |